# Bojana-Gletscher
Der Bojana-Gletscher (bulgarisch Ледник Бояна Lednik Bojana) ist ein Gletscher an der Südküste der Livingston-Insel im Archipel der Südlichen Shetlandinseln. In den Tangra Mountains liegt er südlich des Peshev Ridge und des Balchik Ridge. Er mündet 1,5 km ostnordöstlich der Brunow Bay in die Bransfieldstraße.
Die bulgarische Kommission für Antarktische Geographische Namen benannte ihn 2002 nach der Ortschaft Bojana, die heute ein Stadtteil der bulgarischen Hauptstadt Sofia ist.